# Rafael García Torres
José Rafael García Torres (Cidade do México, 14 de agosto de 1974) é um ex-futebolista profissional mexicano, que atuava como volante, militou por último no CD Veracruz.

## Carreira
Rafael García Torres representou a Seleção Mexicana de Futebol nas Olimpíadas de 1996.

## Títulos
Toluca
- Mexican Primera División: Verano 1998, Verano 1999, Verano 2000, Apertura 2002
- Campeón de Campeones: 2003
- CONCACAF Champions' Cup: 2003

Mexico
- FIFA Confederations Cup: 1999
- CONCACAF Gold Cup: 2003

Individual
- CONCACAF Gold Cup Best XI: 2003